# 김국찬
김국찬(1996년 2월 15일~ )은 대한민국의 농구선수이며 포지션은 스윙맨이다.

## 전주 KCC 이지스시절
2017-2018 시즌 신인드래프트에서 전체 5순위로 전주 KCC 이지스에 지명되었으며, 현재는 울산 현대모비스 피버스 소속이다.
데뷔 시즌에는 십자인대 파열로 인한 수술후 재활로 인해 한 경기도 뛰지 못하였다.
2번째 시즌을 앞두고 구단 관계자들의 많은 기대를 한 몸에 받았으나, 시즌 시작 전에 10월 7일 말레이시아에서 열린 세리 무티아라컵 결승전에 앞서 오전 훈련을 소화하던 중 팀 동료인 김진용의 발을 팀 동료 김진용의 발을 밟고 쓰러졌다. 큰 부상은 아닐 거라고 예상됐지만, 정밀 검진 결과 발목 인대 파열로 12주 진단을 받았다. 이후 복귀했지만 저조한 슈팅과 터무니없는 실책으로 팬들을 실망시켰다.

## 울산 현대모비스 피버스시절
2019-2020시즌에는 본격적으로 경기에 뛰기 시작하였다. 그러나 팀에 쟁쟁한 선배들이 있어 한정된 역할과 시간만을 부여받으면서 잠재력을 터뜨리지 못하였다. 그러던 중 11월 11일 2:4 트레이드로 울산 현대모비스 피버스로 이적하였다. 그리고 울산 홈팬들에게 처음 인사하는 날의 상대는 친정팀인 KCC. 트레이드 대상인 6명이 동시에 시험 받는 운명의 날, 현대모비스는 패했지만 본인은 20득점으로 최고의 활약을 펼쳤다. 그 다음 고양 오리온 원정 경기가 백투백 일정으로 치러졌으나, 22득점으로 맹활약하며 팀도 트레이드 이후 첫 승을 따냈다.
이적 후 출전시간을 부여받으면서 자신감이 상승하였고, 팀을 이끌 미래로 팬들의 사랑을 한 몸에 받고 있는 중이다.

## 에피소드
- 전체 4순위로 지명된 안영준과 로터리픽(전체 1-4순위)를 두고 다퉜으나, 안영준이 4순위에 지명되자 김국찬을 지명한 것으로 보인다.
- 허훈과 초,중,고 동창이다.

## 출신학교
- 서울삼광초등학교
- 용산중학교
- 용산고등학교
- 중앙대학교